# قصة حب (مسلسل 2015)
قصة حب هو مسلسل عربي يعرض في شهر نوفمبر عام 2015 على شاشة المؤسسة اللبنانية للإرسال انترناشيونال، وكان من المقرر عرضه في شهر رمضان عام 2015 لكن تأجيله لأسباب إنتاجية.
المسلسل من إنتاج شركة أون لاين برودكشن لصاحبها المنتج زياد الشويري، ومن تأليف نادين جابر ومن إخراج فيليب أسمر ومن بطولة نادين الراسي، ماجد المصري وباسل خياط.

## قصة المسلسل
(رجا) مخرج تليفزيوني منفصل عن زوجته المصورة الفوتوغرافية (لين) ، ولكن لا ينتهي الأمر بينهما بانفصالهما ، فحين يدخل في حياة (لين) رجل جديد هو (نائل) اللبناني من أم مصرية ، والذي يعمل كاتبًا روائيا ويقوم بتأليف قصة حاليًا ، يشعر أنه يريد أن يحاكي حياة بطلها الرومانسية ، ويبدأ بالانجذاب إلى (لين) ، فإن صراعًا عليها ينشأ بين الرجلين . ترى من ستختار هي ؟

## طاقم العمل

### الممثلون
| الاسم          | البلد  | الدور     |
| -------------- | ------ | --------- |
| نادين الراسي   | لبنان  | لين       |
| ماجد المصري    | مصر    | نائل      |
| باسل خياط      | سوريا  | رجا       |
| يوسف حداد      | لبنان  | رامي      |
| سارة أبي كنعان | لبنان  | ميرا      |
| ليليان نمري    | لبنان  | كاتيا     |
| هيثم سعيد      | مصر    | بلال      |
| ميرهان حسين    | مصر    | لارا      |
| منى واصف       | سوريا  | والدة رجا |
| حسن عويتي      | سوريا  |           |
| نادين ويلسون   | لبنان  |           |
| مازن معضم      | لبنان  | كميل      |
| شيرين أبو العز | لبنان  | باسكال    |
| كارين سلامة    | لبنان  |           |
| ميس حمدان      | الأردن |           |
| فادي إبراهيم   | لبنان  |           |

### الإداريون
- إخراج: فيليب أسمر
- تأليف: نادين جابر
- إشراف على الإنتاج: جوي خوري، آية طيبا
- إنتاج: أون لاين برودكشن
- المنتج: زياد الشويري
- غناء: ملحم زين
- موسيقى تصويرية: فادي مارديني